# 山口恭平
山口 恭平（やまぐち きょうへい、1981年1月2日 - ）は、主に特撮テレビドラマ作品の監督・演出家。愛知県出身。

## 来歴
専門学校を卒業後、2002年の『仮面ライダー龍騎』より仮面ライダーシリーズの助監督として携わり、ネットムービーやオリジナルビデオを手掛ける。
2010年に『仮面ライダーW』の雑誌付録DVDで初監督。2012年には『仮面ライダーフォーゼ』第23話にて本編の監督デビューした。その後はローテーション監督に昇格し、『仮面ライダードライブ』などの演出を担当、『ドライブ』から『仮面ライダービルド』まで4作連続で最多演出を担当した。
2018年12月22日公開の『平成仮面ライダー20作記念 仮面ライダー平成ジェネレーションズ FOREVER』にて初の映画監督を務める。
2020年に『魔進戦隊キラメイジャー』のメイン監督としてスーパー戦隊シリーズに初参加。2021年の『機界戦隊ゼンカイジャー』、2022年の『暴太郎戦隊ドンブラザーズ』ではローテーション監督の一員として参加した。

## 人物
父親が映画好きであった影響から自身も映画や特撮好きとなり、中学生時代から将来の職業として映像業界を考えていた。幼少期は『仮面ライダーBLACK』を放送していたが怖くて観ておらず、ウルトラシリーズやゴジラシリーズを好んでいた。一番好きな怪獣に『ゴジラvsビオランテ』のビオランテを挙げている。
専門学校卒業前にはカメラ機材会社に内定が決まっていたが、同校の先輩で当時『仮面ライダーアギト』の助監督を務めていた柴﨑貴行が就職課に仮面ライダーシリーズの助監督の募集をかけていたことから、仮面ライダーに携わりたいと考え内定を断り『龍騎』へ参加した。以後、『ゼロワン』まで途切れることなく仮面ライダーシリーズに演出部として参加し続けた。
『キラメイジャー』でメイン監督を引き受けた理由について、前作『騎士竜戦隊リュウソウジャー』でそれまで仮面ライダーシリーズを担当していた上堀内佳寿也がスーパー戦隊シリーズ初参加にして初メイン監督という前例を作っており、また前々作『快盗戦隊ルパンレンジャーVS警察戦隊パトレンジャー』でも平成仮面ライダーシリーズでともに助監督を務めていた杉原輝昭がメイン監督を務めていたなど、同世代の監督がメインを務めることが多くなっていたことから自身も挑戦しようと考えたことを述べている。

## 作品

### テレビドラマ
太字はパイロット作品。
- 仮面ライダーシリーズ（東映・テレビ朝日）
  - 仮面ライダーフォーゼ（2011年 - 2012年）
  - 仮面ライダー鎧武/ガイム（2013年 - 2014年）
  - 仮面ライダードライブ（2014年 - 2015年）
  - 仮面ライダーゴースト（2015年 - 2016年）
  - 仮面ライダーエグゼイド（2016年 -2017年）
  - 仮面ライダービルド（2017年 - 2018年）
  - 仮面ライダージオウ（2019年）
  - 仮面ライダーゼロワン（2019年）
  - 仮面ライダーギーツ（2023年）
  - 仮面ライダーガッチャード（2023年 - 2024年）
- スーパー戦隊シリーズ（東映・テレビ朝日）
  - 魔進戦隊キラメイジャー （2020年 - 2021年）[5]
  - 機界戦隊ゼンカイジャー（2021年 - 2022年）
  - 暴太郎戦隊ドンブラザーズ（2022年）
  - 王様戦隊キングオージャー（2023年）
  - ナンバーワン戦隊ゴジュウジャー（2025年）[6]

### 映画
- 平成仮面ライダー20作記念 仮面ライダー平成ジェネレーションズ FOREVER[2]（2018年）
- 魔進戦隊キラメイジャー エピソードZERO[7]（2020年）
- 魔進戦隊キラメイジャー THE MOVIE ビー・バップ・ドリーム（2021年）
- 仮面ライダー THE WINTER MOVIE ガッチャード&ギーツ 最強ケミー★ガッチャ大作戦（2023年）

### オリジナルビデオ
- 仮面ライダーW DVD ガイアメモリ大図鑑（2010年）
- 仮面ライダーW 超バトルDVD 丼のα/さらば愛しのレシピよ（2010年）
- 仮面ライダーオーズ/OOO 超バトルDVD クイズとダンスとタカガルバ（2011年）
- 仮面ライダーフォーゼ 超バトルDVD 友情のロケットドリルステイツ（2012年）
- 仮面ライダーウィザード 超バトルDVD ダンスリングでショータイム!!（2013年）
- 仮面ライダー鎧武/ガイム 超バトルDVD フレッシュオレンジアームズ誕生! 〜君もつかめ!フレッシュの力〜（2014年）
- テレマガとくせい 仮面ライダー大戦DVD feat.トッキュウジャー（2014年）
- てれびくん超バトルDVD　仮面ライダーゴースト 真相!英雄眼魂のひみつ!（2016年）
- てれびくん超バトルDVD  仮面ライダービルド  誕生!クマテレビ‼︎　VS仮面ライダーグリス（2018年）
- てれびくん超バトルDVD　仮面ライダープライムローグ（2018年）
- ビルド NEW WORLD 仮面ライダークローズ[8]（2019年）
- 仮面ライダービビビのビビルゲイツ（2019年）
- 機界戦隊ゼンカイジャーVSキラメイジャーVSセンパイジャー（2022年）
- 仮面ライダーガッチャード GRADUATIONS（2025年）

### ネットムービー
- ネット版 仮面ライダーW FOREVER AtoZで爆笑26連発（2010年）
- ネット版 仮面ライダーフォーゼ みんなで授業キターッ!（2012年）
- ネット版 仮面ライダー×スーパー戦隊×宇宙刑事 スーパーヒーロー大戦乙!〜Heroo!知恵袋〜あなたのお悩み解決します!（2013年）
- ネット版 仮面ライダーウィザード イン マジか!?ランド（2013年）
- dビデオスペシャル 仮面ライダー4号（2015年）
- ドライブサーガ 仮面ライダーブレン[9]（2019年）
- ツーカイザー×ゴーカイジャー ～ジューンブライドはたぬき味～（2022年）

### プラネタリウム映画
- 仮面ライダーフォーゼ&宇宙刑事ギャバン ゴールドディスクを守れ!（2013年）